# 高村章子
高村 章子（たかむら あきこ、1922年11月9日 - 2012年6月27日）は、日本の女優、声優。アドヴァンスプロモーションの創設者であり、代表取締役会長を経て、晩年は名誉会長を務めていた。長野県岡谷市出身。

## 略歴
1948年に文学座の研究生となる。1951年に文学座を退団。1953年に劇団麦の会に入団後、1954年に退団してフリーランスとなる。演協プロ、太陽プロモーションに所属していた。
2012年6月27日死去。89歳没。死因は不明。

## 人物
声種はメゾソプラノ。アニメで、品格漂う、優しげな母親、おばあさん役で知られていた。
趣味・特技は姓名判断、小唄、民話、俳句、姓名判断。

## 出演作品

### テレビアニメ
1969年
- ムーミン（1969年 - 1972年、ムーミンママ） - 2シリーズ

1970年
- 巨人の星

1971年
- 国松さまのお通りだい（吉田の母、きく）

1972年
- ど根性ガエル（1972年 - 1974年、ヨシコの母 他）
- ハゼドン（ハゼドンの母）

1973年
- 侍ジャイアンツ
- ジャングル黒べえ

1975年
- タイムボカン（マダム・リンドン）

1976年
- ほかほか家族（山野ヨネ〈初代〉）

1977年
- 新・巨人の星（1977年 - 1978年）

1978年
- 野球狂の詩（おたね）

1979年
- ドラえもん（テレビ朝日版第一期）（母方の祖母〈初代〉、のび太のおばあちゃん〈2代目〉）

1980年
- 二十四の瞳（きく）
- ルパン三世 (TV第2シリーズ)

1981年
- 最強ロボ ダイオージャ（おばあさん）
- 野生のさけび

1982年
- 怪物くん（ハズカシラーの母）

1985年
- プロゴルファー猿（1985年 - 1988年、母）

1986年
- 青春アニメ全集「伊豆の踊子」（茶屋の婆さん）

1988年
- 新プロゴルファー猿（母）

1990年
- 八百八町表裏 化粧師（式亭小三馬の母）
- 私のあしながおじさん（校長）

1995年
- アニメ世界の童話（祖母）

2002年
- 名探偵コナン（大森静）

### OVA
- 3×3 EYES 〜聖魔伝説〜（1995年、ばいの祖母）

### 劇場アニメ
- ムーミン（1970年、ムーミンママ）
- 新・巨人の星（1977年）
- セロ弾きのゴーシュ（1982年、母ネズミ）
- おばあちゃんの思い出（2000年、のび太のおばあちゃん）
- ドラえもん のび太のワンニャン時空伝（2004年、のび太のおばあちゃん）

### 吹き替え

#### 映画
- 悪魔の棲む家（ヘレナおばさん〈アイリーン・デイリー〉）
- 家（エリザベス〈ベティ・デイヴィス〉）
- エクソシスト3（クレリア婦人）※フジテレビ版
- ガス燈（ベッシー・スウェイツ〈メイ・ウィッティ〉）※NET版
- 火星人地球大襲撃（ミス・ドブソン）※NETテレビ版
- サスペリアPART2（マーサ〈クララ・カラマイ〉）※TBS版
- 終身犯（エリザベス・ストラウド〈セルマ・リッター〉）※NET版
- スクワーム（ナオミ・サンダース〈ジーン・サリヴァン〉）
- スタートレックIII ミスター・スポックを探せ!（トゥラル〈ジュディス・アンダーソン〉）※日本テレビ版
- 続・激突!/カージャック（ノッカー夫人〈ジェシー・リー・フルトン〉）※テレビ朝日版
- 太陽がいっぱい（ポポヴァ夫人〈エルヴィーレ・ポペスコ〉）※テレビ朝日版（DVD&BD収録）
- 太陽は、ぼくの瞳（おばあちゃん）
- チェンジリング（ミニー・ハクスリー〈ルース・スプリングフォード〉）※テレビ東京版（BD収録）
- テンタクルズ（ティリー・ターナー〈シェリー・ウィンタース〉）※TBS版（BD収録）
- ドラグネット 正義一直線（マンディおばあちゃん）※機内上映版
- ドラブル
- 鳥（マクグルーダー夫人〈ルース・マクデヴィッド〉）※フジテレビ版
- ピーター・セラーズのマウス（皇女グロリアナ）
- フェリーニのアマルコルド（チッタの母）
- ペーパー・ムーン（パール・モーガン〈リズ・ロス〉）
- ポセイドン・アドベンチャー（ベル・ローゼン〈シェリー・ウィンタース〉）※日本テレビ版
- ボディガード（デビー・レイノルズ）※フジテレビ版
- ポルターガイスト（タンジーナ〈ゼルダ・ルビンスタイン〉）※TBS版、テレビ朝日版（BD&特別版DVD収録）
- マイ・フェア・レディ（グラディス・クーパー）※TBS版（BD収録）、機内上映版
- 真夜中のカーボーイ（サリー〈ルース・ホワイト〉）※NET版、TBS版
- レニー・ブルース（ミーマおばさん〈ラシェル・ノヴィコフ〉）
- ロマンシング・ストーン 秘宝の谷（ミセス・アーウィン〈エヴァ・スミス〉）※日本テレビ版

#### ドラマ
- アメリカン・ヒーロー（デトワイラー〈エリザベス・ホフマン〉）
- ER緊急救命室
  - シーズンI #10（ホジンスキー夫人〈パール・シェア〉）
  - シーズンII #8（ランソム夫人〈アンジェラ・ペイトン〉）
  - シーズンVI #6、13（ジューン・コネリー〈アムジー・ストリックランド〉）
- 奥さまは魔女（フィリス・スティーブンス〈ダーリンのママ〉）
- 刑事コロンボシリーズ
  - 構想の死角（ケン・フランクリン家の女中）
  - 指輪の爪あと（視力検査を受ける女性）
  - ロンドンの傘（カバンを落とされる婦人）
- 事件記者コルチャック（エミリー・カウルズ）
- じゃじゃ馬億万長者（ドライスデール夫人）

### テレビドラマ
- 走れ!ケー100 第45話「機関車闘牛計画をつぶせ! -天草の巻-」（1974年、TBS） - ナオコの母 役

### テレビ番組
- ライオンのいただきます（フジテレビ）

## 受賞歴
- 芸能功労者賞（1994年）[15]、

## 歌
- お茶の時間（作詞：井上ひさし / 歌：高村章子、館野令子）
- ママはインチキ（作詞：井上ひさし / 歌：高村章子、館野令子）
- さよならムーミン（作詞：井上ひさし / 歌：高村章子、玉川さきこ、館野令子、高木均、西本裕行）